# Kasteel van Chavaniac
Het kasteel van Chavaniac-Lafayette (Frans: château de Chavaniac-Lafayette) is een kasteel in de Franse gemeente Chavaniac-Lafayette. Het kasteel is gebouwd in de 14 de eeuw en een beschermd historisch monument sinds 1989. De markies de La Fayette, die een belangrijke rol speelde in de Amerikaanse Onafhankelijkheidsoorlog en tijdens de Franse Revolutie, werd er geboren in 1757.